# Gryshemde
De Gryshemde (Nederlands: Grijshemden) was een paramilitaire fascistische/nationaalsocialistische knokploeg in Zuid-Afrika in de jaren 1930-1940.

## Geschiedenis
In oktober 1933 werd in Zuid-Afrika door Louis Weichardt de Suid-Afrikaanse Nie-Joodse Nasionaal-Sosialistiese Beweging (Zuid-Afrikaanse Niet-Joodse Nationaalsocialistische Beweging) opgericht, ook wel Suid-Afrikaanse Christelike Nasionaal-Sosialistiese Beweging. De beweging werd opgericht met steun van de Duitse Nationalsozialistische Deutsche Arbeiterpartei/Auslands-Organisation (Nationaalsocialistische Duitse Arbeiderspartij/Buitenland Organisatie), die sinds 1932 in Zuid-Afrika actief was en een grote belangstelling onder Afrikaner nationalisten voor het nazisme waarnam. Sinds de jaren 20 van de twintigste eeuw waren er diverse fascistische en nationaalsocialistische groepjes in Zuid-Afrika actief die echter onderling gebrouilleerd waren. De NSDAP/AO had tot taak deze groepjes samen te voegen met als resultaat de Suid-Afrikaanse Nie-Joodse Nasionaal-Sosialistiese Beweging met Weichardt, een kapper van Duitse afkomst uit Kaapstad, als leider. De Suid-Afrikaanse Nie-Joodse Nasionaal-Sosialistiese Beweging werd financieel ondersteund door de NSDAP/AO en verwierf aanhang onder jeugdige Duitse Zuid-Afrikanen en Boeren. De beweging probeerde ook aanhang te verwerven onder de Engelstalige blanken, zonder al te veel succes. De blanke Engelstaligen vreesden het Afrikaner nationalisme en waren over het algemeen tevreden over de regering onder Hertzog en Smuts.
Naar model van de Duitse SA (Bruinhemden) werden de Gryshemde (Grijshemden/Greyshirts) opgericht. De Gryshemde waren zogenaamd bedoeld om bijeenkomsten van de Zuid-Afrikaanse nazibeweging te beschermen, maar in werkelijkheid waren het knokploegen die tegenstanders van de beweging in elkaar sloegen. Ook werden enkele synagogen door de Gryshemde vernield en werden Joden geïntimideerd. Omdat de Gryshemde zo'n belangrijke plaats innamen binnen de Suid-Afrikaanse Nie-Joodse Nasionaal-Sosialistiese Beweging kreeg de beweging in de volksmond al gauw de naam Gryshemde.
De Gryshemde had te kampen met enkele scheuringen. De belangrijkste vond plaats in 1938 toen Johannes von Moltke, de tweede leider van de Gryshemde die blijkbaar in een machtsstrijd met Weichardt was verwikkeld zich van de beweging afscheidde en de beweging van de Suid-Afrikaanse Fasciste (Zuid-Afrikaanse Fascisten) stichtte. Deze groep ging in 1941 op in de Herenigde Nasionale Party van Daniël François Malan, die zelf overigens weinig op had met de Zuid-Afrikaanse nazi's. Al in 1934 veroordeelde de Nasionale Party (voorloper van de HNP) in de krant Die Burger de Gryshemde:
Ons dink dat hierdie party, wat algemeen as die Gryshemde bekendstaan en onder die dekmantel van 'n anti-Joodse beweging optree, na 'n gevaarlike regeringsvorm in Suid-Afrika strewe. Hulle doelwit is om van Suid-Afrika 'n diktatuur te maak.
Desalniettemin sloten veel Gryshemde zich na de Tweede Wereldoorlog aan bij HNP.
De toenemende Joodse immigratie uit nazi-Duitsland naar Zuid-Afrika was een doorn in het oog van de Gryshemde. Voor dit vermeende Joodse probleem moest snel een oplossing worden gevonden. Toen de in Groot-Brittannië gevestigde Raad van Duitse Joden in 1938 zo veel mogelijk Joden wilden vestigen in Kaapstad, leidde dit tot massale, door de Gryshemde geleide protesten. De omvang van de protesten baarde veel vooraanstaande meer liberale Zuid-Afrikanen zorgen. De schrijfster Sarah Millin verzocht Smuts, de vicepremier, om de Gryshemde te verbieden. Smuts legde dit advies echter naast zich neer.
Tijdens de Tweede Wereldoorlog werden de Gryshemde door de Zuid-Afrikaanse regering in de gaten gehouden. Een verbod op de beweging bleef echter uit. Na 1943 nam de betekenis van de Gryshemde snel af en na de oorlog, in 1949, werd de naam gewijzigd in Blanke Werkersparty. Louis Weichardt en Von Molkte, twee van de meer bekende Zuid-Afrikaanse fascisten en nationaalsocialisten waren toen inmiddels parlementariërs voor de Herenigde Nasionale Party (HNP).

### Greyshirt Case
In maart 1934 hield Harry Victor Inch, de leider van de Gryshemde in de Kaapprovincie, in het plaatsje Aberdeen een toespraak waarin hij onthulde in het bezit te zijn van een uit de Western Road Synagoge in Port Elizabeth door hem gestolen document dat zou handelen over een Joods complot om de christelijke godsdienst en beschaving in de wereld te vernietigen. Het gedetailleerde document was volgens Inch voorzien van een handtekening van rabbijn A. Levy van de Western Road Synagoge. Rabbijn Levy ontkende dat hij noch zijn synagoge in bezit waren van een dergelijk document. Gesteund door Zuid-Afrikaanse Joodse Raad spande Levy een proces aan tegen Inch en de twee andere Gryshemde, Johannes von Molkte en David Olivier, hoofdredacteur van partijkrant Die Rapport, dat fragmenten uit het document had gepubliceerd. De voornaamste reden dat Levy het proces aanspande was het feit dat veel (blanke) Zuid-Afrikanen de inhoud van het document geloofden. Levy eiste een schadevergoeding van 6000 pond sterling. Tijdens de rechtszaak, die in juli 1934 begon, maakten de beklaagden geen gebruik van advocaten en verdedigden zichzelf. Al snel werd duidelijk dat Inch' beschrijving van het interieur van de synagoge in Port Elizabeth niet klopte. Sterker nog, in de synagoge zelf werden geen papieren bewaard. Het Hebreeuws waarin het document was opgesteld was van dusdanig slechte kwaliteit, dat het nooit geschreven kon zijn door een Jood. Op het document stond de tekst Copy for M. Lazarus (kopie voor M. Lazarus). In heel Port Elizabeth woonde maar één iemand M. Lazarus genaamd en dat was Labourpoliticus Mark Lazarus. Inch claimde Lazarus een keer in de synagoge te hebben gezien. Inderdaad was Mark Lazarus een Jood, maar niet praktiserend, sterker nog, hij was nog nooit in de Western Road Synagoge geweest. Alle drie de gedaagden kregen van de rechter een geldboete opgelegd en Inch werd zelfs tot een gevangenisstraf veroordeeld, omdat de rechter het voldoende vond aangetoond dat Inch het document een verzinsel was.

## Partijkrant
De partijkrant van de Suid-Afrikaanse Nie-Joodse Nasionaal-Sosialistiese Beweging was Die Rapport. Hoofdredacteur van Die Rapport was David Olivier.

## Vooraanstaande Gryshemde
- Harry Victor Inch - Leider van de Gryshemde in de Kaapprovincie
- Johannes von Moltke - Leider
- David Olivier - hoofdredacteur Die Rapport
- Louis Weichardt - Oprichter Gryshemde